# Flotilla de la Libertad de Gaza de junio de 2025
La Flotilla de la Libertad de Gaza de junio de 2025 fue una misión marítima civil organizada por la Coalición de la Flotilla de la Libertad (FFC), cuyo objetivo era romper el bloqueo naval israelí de la Franja de Gaza y entregar ayuda humanitaria para aliviar la aguda crisis humanitaria en Gaza. Liderada por el buque Madleen —rebautizado en honor a la pescadora palestina Madleen Culab—, la flotilla partió de Catania, Sicilia, el 1 de junio de 2025, transportando suministros básicos y productos de higiene personal. A bordo se encontraban doce pasajeros, incluidos la activista climática sueca Greta Thunberg y la eurodiputada francesa Rima Hassan.
Esta expedición comenzó un mes después de que el buque de la flotilla anterior, el Conscience, fuera atacado por drones de combate en aguas internacionales. El 9 de junio, de madrugada, las fuerzas israelíes interceptaron y abordaron el Madleen tras desplegar drones e interrumpir temporalmente las comunicaciones. Lo que generó críticas internacionales y acusaciones de violación del derecho internacional por parte de Israel.

## Antecedentes y objetivos

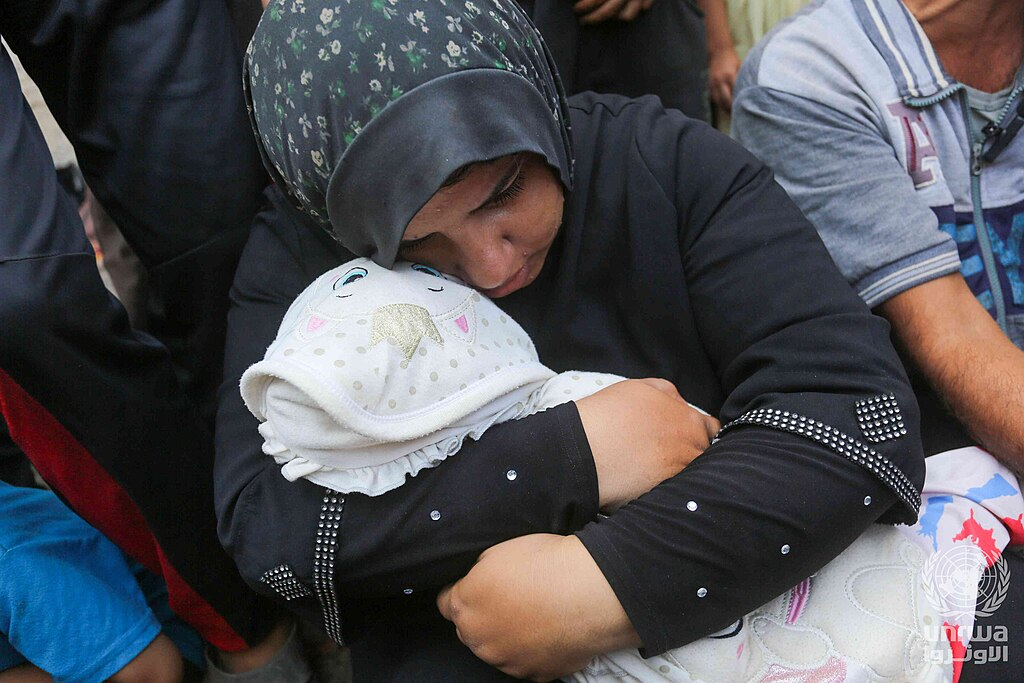
Una madre palestina llora sobre el cadáver de su hija de 4 años, fallecida por desnutrición y falta de tratamiento.

En mayo de 2025, las Naciones Unidas advirtieron que «el 100 % de la población de la Franja de Gaza está amenazada de hambruna». En noviembre de 2024, la Corte Penal Internacional emitió órdenes de arrestro contra el primer ministro israelí, Benjamín Netanyahu, y su entonces ministro de Defensa Yoav Galant, por el crimen de guerra de hambruna como método de guerra y los crímenes contra la humanidad de asesinato, persecución y otros actos inhumanos durante la guerra de Gaza.
El objetivo de la Flotilla de la Libertad es brindar ayuda humanitaria a la población palestina, pero sobre todo, concienciar a la comunidad internacional sobre la tragedia humanitaria, según declararon los organizadores. Según Fiona Vanston, responsable de relaciones públicas de la europarlamentaria Rima Hassan, la misión tenía un objetivo político y simbólico: «demostrar que Israel sigue estando autorizado por la comunidad internacional a actuar con impunidad», a la vez que intentaba concienciar a la opinión pública sobre la situación humanitaria en Gaza, descrita como un bloqueo ilegal, con la esperanza de contribuir a su fin.

Un remolcador rocía agua para extinguir el incendio a bordo del Conscience

En la madrugada del 2 de mayo de 2025, el Conscience, un barco de la Flotilla de la Libertad de Gaza que transportaba entre dieciséis y treinta activistas internacionales de derechos humanos y ayuda humanitaria a la Franja de Gaza, fue atacado por drones en aguas internacionales frente a Malta, lo que provocó un incendio a bordo y una brecha en el casco. El ataque ocurrió aproximadamente a 14-17 millas náuticas (26-31 km) de Malta, fuera de sus aguas territoriales. La Coalición de la Flotilla de la Libertad atribuyó la responsabilidad del ataque a Israel.
La misión anterior había sido prácticamente ignorada por los medios internacionales. En respuesta, los miembros de la nueva expedición adoptaron una estrategia mediática activa, publicando contenido diario en redes sociales, en estrecha colaboración con los relevos en tierra, para garantizar una visibilidad continua y evitar cualquier desaparición silenciosa o interceptación fuera del ojo público.

## Flotilla
En junio de 2025, la Coalición de la Flotilla de la Libertad (FFC, por sus siglas en inglés) inició una nueva misión de ayuda a Gaza a bordo del velero Madleen (anteriormente el Barcarole) de 18 metros de eslora, con el objetivo de desafiar el bloqueo naval de Israel y entregar suministros humanitarios. El nombre del barco rinde homenaje a Madleen Kulab, la única mujer pescadora de Gaza. Además de Greta Thumberg también viajaban a bordo otros diez activistas y un periodista, entre ellos: el activista español Sergio Toribio y la eurodiputada francesa Rima Hassan, a la que se ha prohibido la entrada en Israel por su postura propalestina.
El barco transportaba suministros de primera necesidad para la población de Gaza, como leche de fórmula para bebés, harina, arroz, pañales, productos sanitarios para mujeres, equipos de desalinización de agua, material médico, muletas y prótesis para niños. Esta cantidad simbólica de ayuda y productos sanitarios tenía como objetivo concienciar a la opinión pública internacional sobre la situación humanitaria en Gaza. Pese al peligro, los activistas consideraban que la inacción de la comunidad internacional ante el genocidio de la población palestina en Gaza constituye una pérdida de humanidad, por lo que afirmó que «aunque tengamos todo en contra, tenemos que seguir intentándolo». El Madleen zarpó el 1 de junio desde el puerto italiano de Catania (Sicilia), e inicialmente se esperaba que alcanzara Gaza el 7 de junio.
Dado que navegaba bajo la bandera del Reino Unido, la Coalición de la Flotilla de la Libertad dijo que el gobierno del Reino Unido «tiene el deber legal de defender al Madleen y a los civiles a bordo, y de prevenir cualquier injerencia ilícita, incluida cualquier amenaza o uso de la fuerza, por parte de potencias extranjeras como Israel».
La misión recibió el apoyo de personalidades públicas internacionales, entre ellas, el compositor Brian Eno, la actriz Susan Sarandon, el escritor Max Porter y la relatora especial de las Naciones Unidas para los Territorios Palestinos ocupados, Francesca Albanese.

#### Tripulación

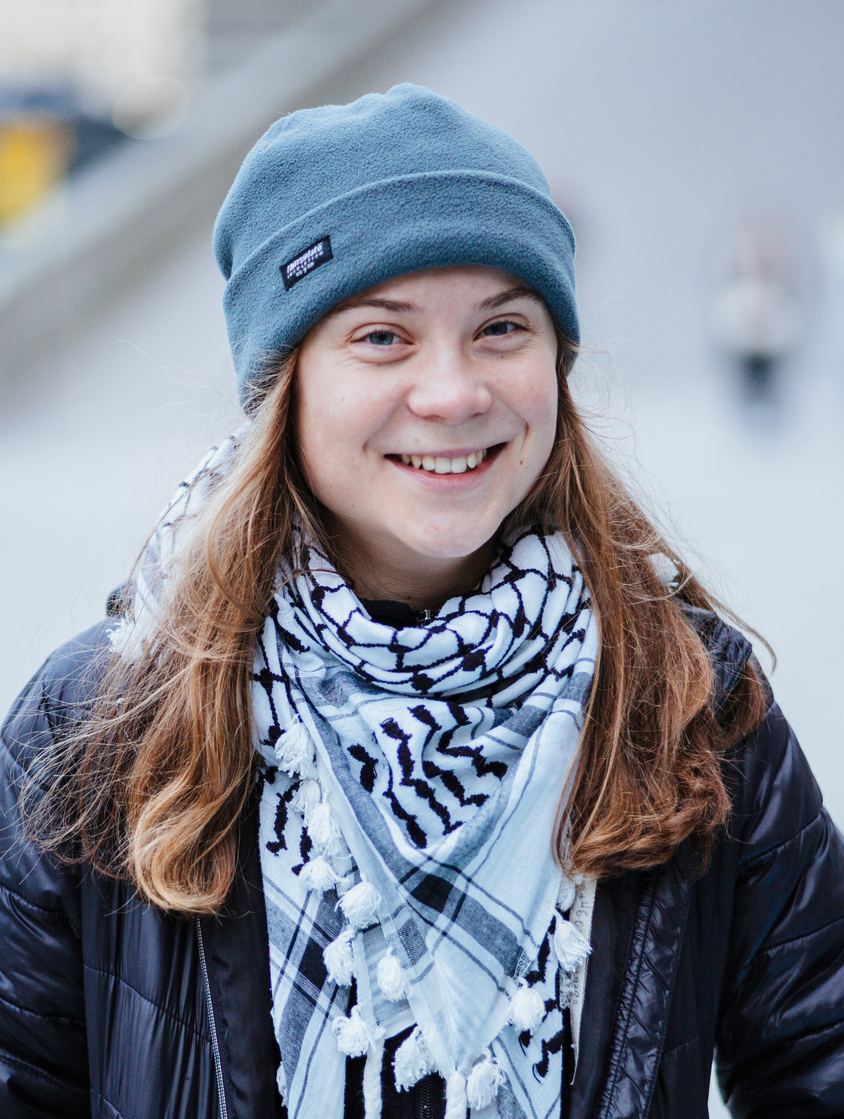
Greta Thunberg
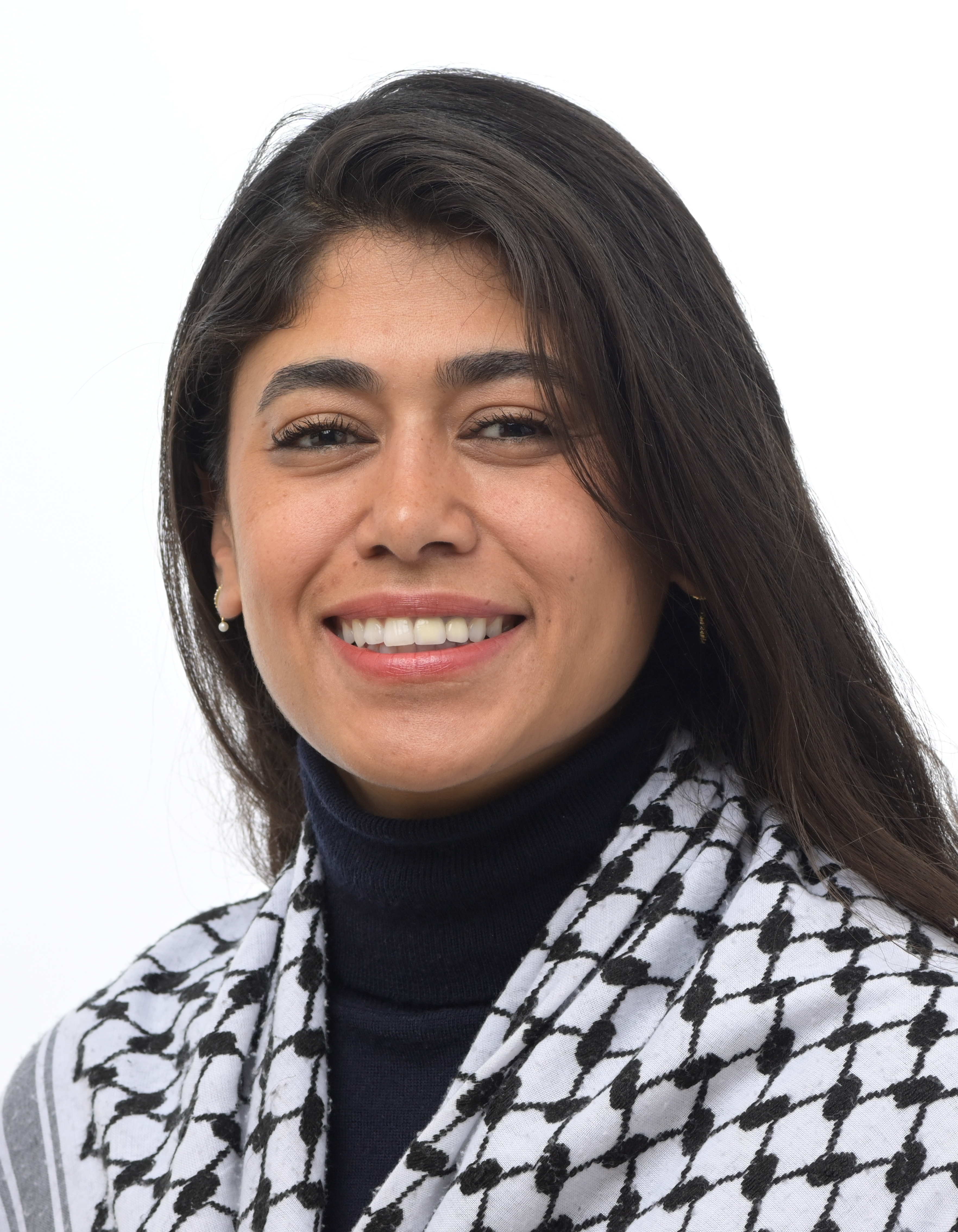
Rima Hassan
Sergio Toribio
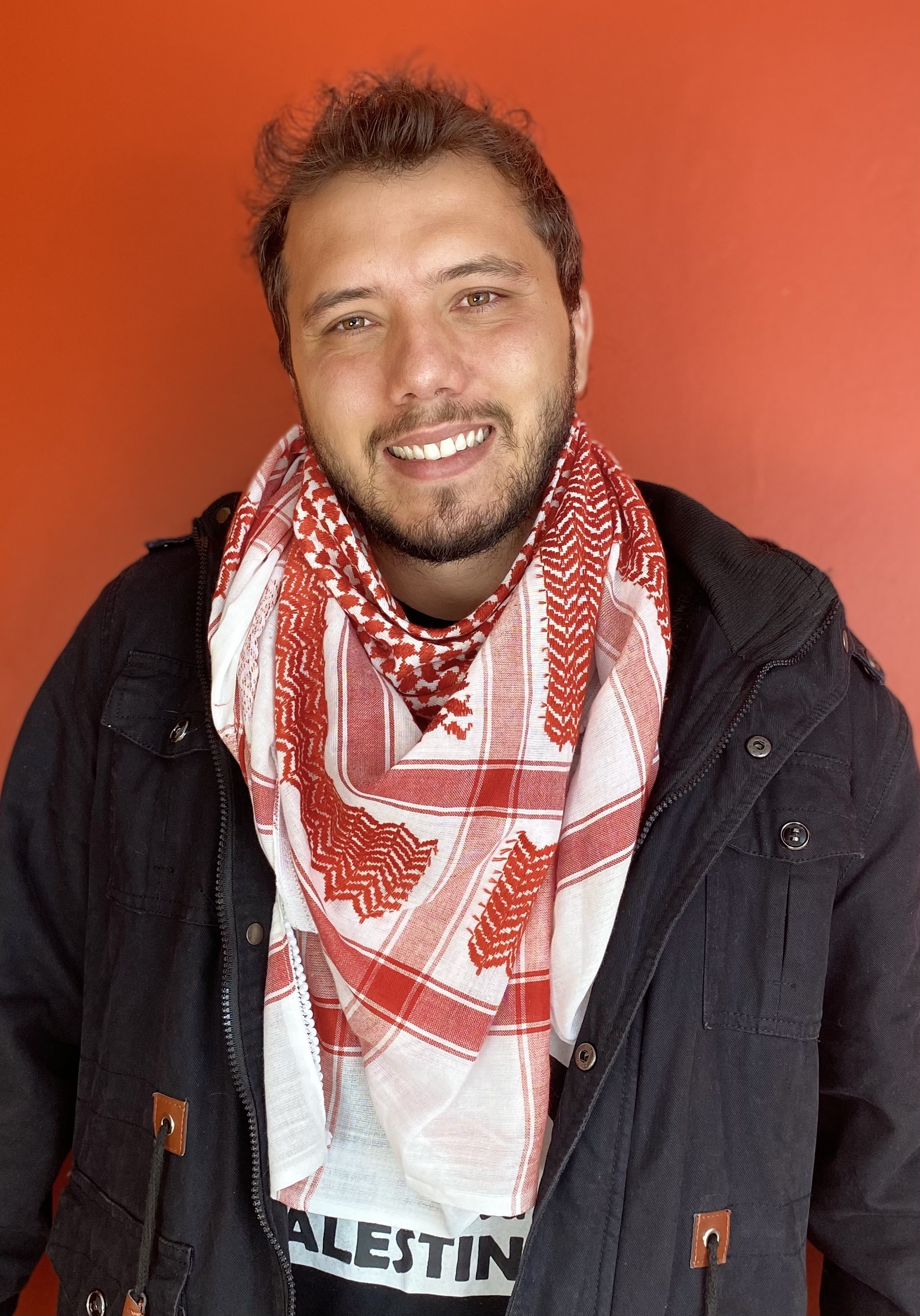
Thiago Ávila

| Nombre           | Nacionalidad | Cargo principal                                            | Fecha de liberación |
| ---------------- | ------------ | ---------------------------------------------------------- | ------------------- |
| Greta Thunberg   | Sueca        | Activista climática                                        | 10 de junio         |
| Rima Hassan      | Francesa     | Europarlamentaria, abogada y activista de derechos civiles | 12 de junio         |
| Sergio Toribio   | Español      | Activista                                                  | 11 de junio         |
| Yasemin Acar     | Alemana      | Activista                                                  | 12 de junio         |
| Baptiste André   | Francés      | Activista y voluntario sanitario                           | 10 de junio         |
| Thiago Ávila     | Brasileño    | Activista                                                  | 12 de junio         |
| Omar Faiad       | Francés      | Periodista corresponsal de Al Jazeera                      | 10 de junio         |
| Pascal Maurieras | Francés      | Informático y activista sindical (CGT)                     | 16 de junio         |
| Yanis Mhadi      | Francés      | Periodista del portal de noticias Blast                    | 16 de junio         |
| Şuayb Ordu       | Turco        | Activista                                                  | 12 de junio         |
| Marco van Rennes | Neerlandés   | Capitán/activista                                          | 16 de junio         |
| Reva Viard       | Francés      | Activista ambiental                                        | 12 de junio         |

- Greta Thunberg
- Rima Hassan
- Sergio Toribio
- Thiago Ávila

## Travesía
El 3 de junio, se avistó un dron sobrevolando cerca del Madeleine, lo que llevó a la tripulación del barco a emitir un llamamiento urgente de protección internacional. Se informó que el dron avistado era un avión no tripulado Heron de la Guardia Costera griega que había estado monitoreado el barco. A las 9:45 (UTC) del 5 de junio, el sitio web IsItDownRightNow.com informó que el sitio web de la flotilla y el rastreador del barco no estaban disponibles; posteriormente, se les comunicó que estaban activos y accesibles. En la tarde del 4 de junio, la flotilla se encontraba cerca de Creta. El 5 de junio, el barco cambió de rumbo temporalmente para brindar asistencia a una pequeña embarcación que transportaba migrantes sudaneses. Cuatro migrantes fueron rescatados del mar y embarcados en el Madleen y posteriormente entregados a Frontex.
El 7 de junio, el Madleen, alcanzó las costas de Egipto en su ruta a Gaza. La eurodiputada francesa, Rima Hassan, afirmó en un tuit que esperaba que el ejército israelí intercepte a los activistas cuando se acerquen a la costa gazatí. También afirmó que Israel desplegará un barco lanzamisiles y un comando de élite para detenerlos. Al día siguiente, el ministro de Defensa israelí, Israel Katz, ordenó a las FDI que tomen las «medidas necesarias» para que el barco Madleen de la Coalición de la Flotilla de la Libertad no pueda llegar a la Franja de Gaza. Además advirtió de que «Israel actuará contra cualquier intento de romper el bloqueo o ayudar a organizaciones terroristas, en el mar, el aire y la tierra».

### Abordaje del barco
El 8 de junio, los pasajeros informaron que varias embarcaciones rodeaban el Madleen y se activó la alarma del barco. Se prepararon para una interceptación, pero los barcos finalmente se dispersaron y posteriormente los activistas describieron el incidente como una «falsa alarma poco probable». La Coalición de la Flotilla de la Libertad (FFC) también informó que dos drones cuadricópteros israelíes rodearon el barco y rociaron una sustancia blanca similar a la pintura que los pasajeros describieron como irritante. Poco después, la FFC informó haber perdido contacto con los pasajeros y a las 3:02 a. m., los ocupantes del barco anunciaron que habían sido asaltados por las fuerzas armadas israelíes. El barco fue capturado por Israel en aguas internacionales a unos 185 kilómetros de Gaza. Medios israelíes informaron que las Fuerzas de Defensa de Israel abordaron el buque y llevaron a la tripulación y el barco al puerto de Asdod, donde serían enviados de regreso a sus respectivos países.
En una publicación en X (antigua Twitter) la organización humanitaria escribió: «¡SOS! Los voluntarios de 'Madleen' fueron secuestrados por las fuerzas israelíes. ¡Presionen a sus ministerios de Asuntos Exteriores y ayúdennos a mantenerlos a salvo!» Además de la publicación también compartieron videos con mensajes de cada uno de los activistas que integraban la tripulación del barco. En uno de los videos que había sido pregrabado a bordo del Madleen, la activista sueca Greta Thunberg solicitó ayuda internacional: «Soy de Suecia (...) Si ven este video, estamos siendo interceptados y secuestrados en aguas internacionales por las fuerzas de ocupación israelíes, o fuerzas que apoyan a Israel»
Por su parte Amnistía Internacional denunció que el ataque del ejército israelí al buque constituye una violación del derecho internacional. De hecho, ocurrió en aguas internacionales, no en aguas territoriales israelíes. Además, como potencia ocupante de la Franja de Gaza, Israel tiene la obligación de garantizar el acceso de la población a la ayuda humanitaria. Además solicitó que fueran liberados de forma «inmediata e incondicional» y, hasta que sean liberados, «deben ser protegidos de la tortura y otros malos tratos».

### Encarcelamiento
Tras una inspección filmada de la tripulación, el barco humanitario fue desviado al puerto de Asdod, cerca de Gaza, el lunes por la noche y sus pasajeros desembarcaron en suelo israelí, donde se les procesó antes de ser entregados a las autoridades de inmigración. Los pasajeros de la flotilla se sometieron a «exámenes médicos» para «garantizar su buena salud», según las autoridades israelíes. A los detenidos se les ofreció la opción de firmar los documentos de deportación para ser deportados rápidamente de Israel reconociendo que habían entrado ilegalmente en el país. De acuerdo con las autoridades israelíes quienes acepten ser deportados podrían partir desde Tel Aviv en un vuelo esta misma noche, pero en caso de que no accedan serán trasladados al centro de detención de Ramla. El ministro de Defensa israelí, Israel Katz, indicó que tenía la intención de proyectar una recopilación de imágenes sin editar de los ataques del 7 de octubre para contextualizar el conflicto desde la perspectiva israelí. Sin embargo, poco después de comenzar la proyección, los activistas se negaron a verla.
El 10 de junio, Greta Thunberg y otros tres activistas (Baptiste Andre, Omar Faiad ambos franceses y el español Sergio Toribio) aceptaron ser deportados de Israel, mientras que los ocho restantes, incluido Hassan, se negaron a firmar sus órdenes de deportación, por lo que permanecieron detenidos en la prisión de Givón, en Ramla, a la espera de ser llevados ante un tribunal para que autorice su deportación. Los cuatro activistas que aceptaron volver a sus países fueron rápidamente deportados, según anunció la organización de asistencia legal palestina en Israel, Adalah. Baptiste André, uno de los activistas liberados, afirmó que los detenidos fueron sometidos a una prolongada privación de agua, acceso a sanitarios y sueño, acompañado de humillaciones como despertares forzados repetidos, música a todo volumen ante las provocaciones de los soldados, así como condiciones degradantes destinadas a quebrantar su dignidad y resiliencia mental.
Ese mismo día, los ocho activistas que aún permanecían detenidos en Israel, comparecieron durante cerca de cinco horas ante el Tribunal de Revisión de Detenciones de Israel, en el centro de detención de Ramla, cerca de Tel Aviv. Según informó la organización humanitaria el activista brasileño Thiago Ávila «se encuentra en huelga de hambre y de agua desde ayer», y otros denunciaron «condiciones insalubres» bajo custodia de Israel, porque se encuentran bajo «infestaciones de chinches y acceso únicamente a agua corriente no potable».
El 12 de junio, el periódista francés Yanis Mhamdi habló sobre las condiciones de su encarcelamiento: «Las condiciones de detención no son fáciles, pero sé que no son nada comparadas con el destino de los palestinos que sufren tortura y humillación en prisión», escribió. «Es extremadamente difícil dormir, nos pican constantemente las chinches». Ese mismo día, seis miembros de la tripulación, entre ellos Rima Hassan, fueron trasladados al aeropuerto de Tel Aviv para su deportación, mientras que otros tres (Yanis Mhamdi, Pascal Maurieras y Marco Van Rennes) permanecieron detenidos.
El activista brasileño Thiago Ávila fue liberado por las autoridades israelíes después de tres días de detención y aterrizó en el Aeropuerto Internacional de Guarulhos el 13 de junio de 2025. Su regreso a Brasil se produjo tras presiones diplomáticas del gobierno brasileño. El 16 de junio fueron deportados los tres activistas —los franceses Yanis Mhamdi y Pascal Maurieras, así como el neerlandés Marco van Rennes— que aún quedaban bajo custodia israelí. Los activistas fueron deportados a Jordania, desde donde regresarán a sus respectivos países de residencia.

## Reacciones

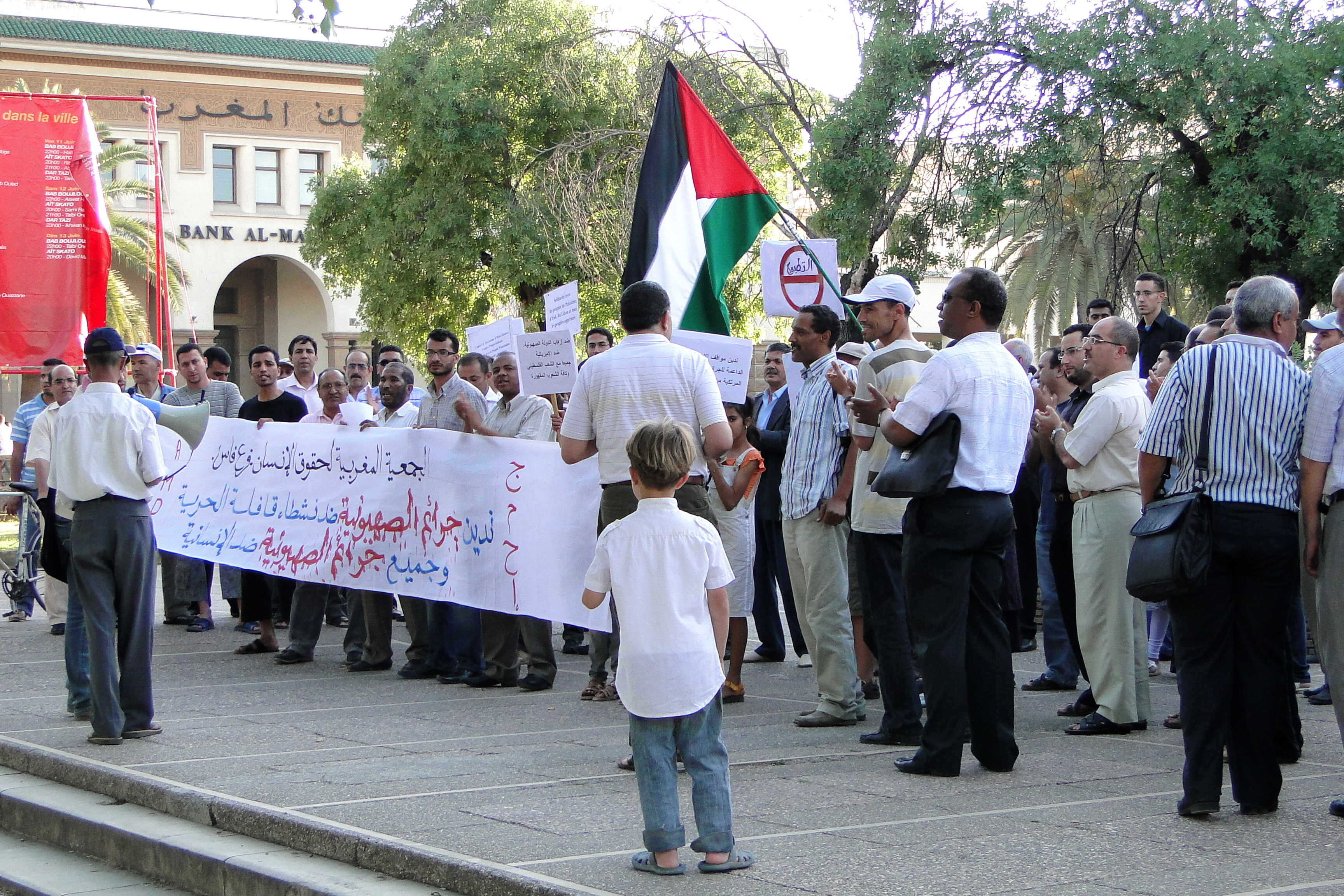
Manifestación propalestina tras el ataque israelí a la Flotilla de la Libertad en Marruecos

- Las Fuerzas de Defensa de Israel informaron al The Jerusalem Post que no permitirán que la flotilla atraque en Gaza.[57]
- El senador estadounidense Lindsey Graham pidió que se atacara la flotilla, escribiendo: «¡Ojalá Greta y sus amigos sepan nadar!» En respuesta, el periodista Mehdi Hasan escribió: «Un senador estadounidense en funciones amenazó con un atentado con bomba a un convoy lleno de activistas no violentos, incluida Greta Thunberg. Es difícil describir cuán sociópatas, desquiciados y criminales se han vuelto algunos proisraelíes».[58]
- El vice primer ministro y ministro de Asuntos Exteriores de Irlanda, Simon Harris, se refirió al barco Madleen como «un esfuerzo increíble para llevar alimentos y medicinas a la población hambrienta de Gaza»; el miembro del Parlamento británico Jeremy Corbyn también expresó su apoyo al viaje.[59]
- El Consejo de Relaciones Estadounidenses-Islámicas calificó la interceptación del Madleen por parte del ejército israelí como un «acto flagrante de piratería internacional y terrorismo de Estado».[37]
- La relatora especial de las Naciones Unidas para los Territorios Palestinos ocupados, Francesca Albanese, escribió en su red social que había perdido comunicación con la nave y que «dado que, según se informa, el Madleen fue interceptado e incautado por fuerzas israelíes en aguas internacionales, el gobierno del Reino Unido debe solicitar urgentemente una aclaración completa y asegurar la liberación inmediata del buque y su tripulación».[42]
- Hamás calificó la interceptación como «una flagrante violación del derecho internacional y un ataque contra voluntarios civiles que actúan por motivos humanitarios».[38]
- El Gobierno español convocó al encargado de negocios de Israel, Dan Poraz, para protestar por la detención del activista español Sergio Toribio que viajaba a bordo del Madleen. Además el Ministerio de Asuntos Exteriores informó de que estaban en contacto con Toribio así como con su familia y con el Ministerio de Asuntos Exteriores de Israel «ejerciendo la pertinente protección consular».[60]
- Emmanuel Macron, presidente de Francia, pidió inmediatamente el rápido regreso de los seis pasajeros franceses del barco. El ministro de Asuntos Exteriores, Jean-Noël Barrot, pidió a Israel que conceda protección consular a los pasajeros para garantizar su seguridad y pidió que el cónsul pudiera visitarles en cuanto llegasen al puerto de Asdod, para comprobar su situación y facilitar su rápido regreso.[61]
- El gobierno turco declaró el acto israelí como un «acto atroz», una «clara violación del Derecho Internacional» y tachó a Israel de actuar como «un Estado terrorista» ante una «reacción legítima de la comunidad internacional contra las políticas genocidas de Israel».[62]
- El Ministerio de Relaciones Exteriores de Brasil solicitó formalmente la liberación de Ávila, calificó la interceptación como una «flagrante violación del derecho internacional» y condenó «la continuación de severas restricciones, en violación del derecho internacional humanitario, a la entrada de artículos básicos de subsistencia al Estado de Palestina».[63][64]
- La ministra de Exteriores sueca informó que se estaba monitoreando la situación y estar en contacto con el gobierno israelí.[65]
- En Francia, España, Alemania, Grecia, Reino Unido y Australia se convocaron manifestaciones para protestar por el incidente.[61][65][66][67][68]

## Denuncias
Sergio Toribio presentó una querella contra Benjamin Netanyahu, Israel Katz y otros altos mandos por crímenes de guerra y lesa humanidad ante la Audiencia Nacional. El tribunal inició la tramitación del caso el 8 de julio de 2025. En la querella, Sergio denuncia el abordaje y confiscación ilegal del barco en aguas internacionales, la detención arbitraria, el interrogatorio forzoso, el trato degradante, y la posterior deportación.

## Nuevas misiones

### Flotilla de julio de 2025
El 13 de julio, el antiguo pesquero Handala zarpó desde el puerto italiano de Siracusa en un nuevo intento por romper el bloqueo israelí y entregar ayuda humanitaria en la Franja de Gaza, dedicando su misión a los niños de Gaza. Con veintiún activistas a bordo, entre ellos dos diputadas francesas del partido Francia Insumisa, y cargado con suministros médicos y alimentarios, hizo escala en Galípoli antes de iniciar el último tramo de su travesía. Entre el 26 y el 27 de julio, las Fuerzas de Defensa de Israel capturaron el barco, lo remolcaron hasta el puerto israelí de Asdod, detuvieron a los activistas y los deportaron a sus respectivos países.

### Flotilla de septiembre de 2025
El 11 de agosto Greta Thunberg anunció que se estaba preparando una nueva Flotilla cargada de ayuda humanitaria para la Franja de Gaza, y que intentaban movilizar a «más de 44 países en manifestaciones simultáneas y acciones» en solidaridad con el pueblo palestino. Se prevé que decenas de barcos zarpen de España el 31 de agosto y se unan el 4 de septiembre con decenas más de barcos procedentes de Túnez y otros puertos.